# Фуско, Джованни
Джованни Фуско (итал. Giovanni Fusco, 10 октября 1906, Сант-Агата де Готи, провинция Беневенто — 1 июня 1968, Рим) — итальянский композитор и дирижёр, наиболее известный своей киномузыкой.

## Биография
Учился в Консерватории Святой Цецилии в Риме, среди его преподавателей фортепиано и композиции был Альфредо Казелла. Закончил её по классу композиции в 1931, по классу дирижирования — в 1942. Писал оркестровую и хоровую музыку.

## Работа в кино
В кино работал с 1936. Связан прежде всего с Микеланджело Антониони: он писал музыку к его фильмам, начиная с «Хроники любви» (1950) и вплоть до «Красной пустыни» (1964). Также писал музыку к фильмам Алена Рене «Хиросима, Любовь моя» (1959) и «Война окончена» (1966), Дамиано Дамиани «День совы» (1967, по роману Леонардо Шаши), братьев Тавиани «Подрывные элементы» (1967), Марко Беллоккьо и Бернардо Бертолуччи «Любовь и ярость» (1969) . Последней работой композитора стала музыка к фильму Коста-Гавраса «Признание» (вышел на экраны в 1970 году).

## Признание
Серебряная лента Итальянского союза киножурналистов за лучшую музыку к фильмам Хроника любви (награда присуждена в 1951), Приключение (присуждена в 1961).